# Solanum hyporhodium
Solanum hyporhodium är en potatisväxtart som beskrevs av Alexander Karl Heinrich Braun och Peter Carl Bouché. Solanum hyporhodium ingår i släktet skattor som ingår i familjen potatisväxter. Inga underarter finns listade i Catalogue of Life.